# Bahía de Caráquez
Bahía de Caráquez è una parrocchia urbana dell'Ecuador, capoluogo del cantone di Sucre, nella provincia di Manabí.